# Enoque Pelágio
Enoque Pelágio (Timbaúba, 24 de fevereiro de 1934 — João Pessoa, 1987) foi um jornalista brasileiro.

## Biografia

### Radialismo
Pelágio iniciou-se na comunicação em 1963, aos 19 anos, como coletor de notícias da extinta Rádio Arapuan, onde mais tarde viria a ter o programa de maior audiência da capital: o polêmico «Dramas e Comédias da Cidade». Pouco antes da Arapuan, o comunicador havia feito uma breve passagem pela Rádio Tabajara, de onde foi demitido por não falar inglês.
Embora não tivesse formação jornalística, Enoque fazia parte dos profissionais cujo exercício foi garantido por direito constituído, ou seja, décadas de atuação na área, tendo recebido várias homenagens ao longo de sua carreira, entre as quais um troféu da Associação Paraibana de Imprensa por sua contribuição ao jornalismo do estado. Antes de adentrar o radialismo, ele havia sido leiturista de luz e locutor de carro de som, apesar da nunca exercida formação técnica em marcenaria.
Como jornalista policial, o comunicador foi detido uma vez e sofreu duas tentativas de assassinato por fazer denúncias contundentes contra os supostos autores. As décadas de profissão lhe renderam picos de audiência.

### Curta carreira política
Enoque entrou para a vereança pela Arena em João Pessoa no ano de 1972, tendo sido o vereador mais votado naquele pleito. Dois anos depois, tentou ingressar como deputado estadual, mas não teve êxito.

### Morte
O radialista morreu em 1987 em virtude de um acidente cercado de mistérios. Aparentemente, faltou freio no seu carro numa descida, o que o levou a bater de frente com um poste de iluminação pública.